# Acinodendron bourgeauanum
Acinodendron bourgeauanum là một loài thực vật có hoa trong họ Mua. Loài này được (Cogn.) Kuntze mô tả khoa học đầu tiên năm 1891.